# Oza-Cesuras
Oza-Cesuras è un comune spagnolo di 5.401 abitanti situato nella comunità autonoma della Galizia.
Il comune è stato creato il 6 giugno 2013 dalla fusione dei preesistenti Oza dos Ríos e Cesuras.
La sede comunale è ad Oza dos Ríos.